# Kushima Toshiki
Toshiki Kushima (sinh ngày 22 tháng 4 năm 1979) là một cầu thủ bóng đá người Nhật Bản.

## Sự nghiệp câu lạc bộ
Toshiki Kushima đã từng chơi cho Verdy Kawasaki.